# رئوف محمدوف (شطرنج‌باز)
رئوف محمدوف (ترکی آذربایجانی: Rauf Məmmədov؛ زادهٔ ۲۶ آوریل ۱۹۸۸) شطرنج‌باز اهل جمهوری آذربایجان است.
او در مسابقات انفرادی و تیمی همراه با کاروان شطرنج جمهوری آذربایجان چندین مدال طلا به دست آورده است.

## نگارخانه

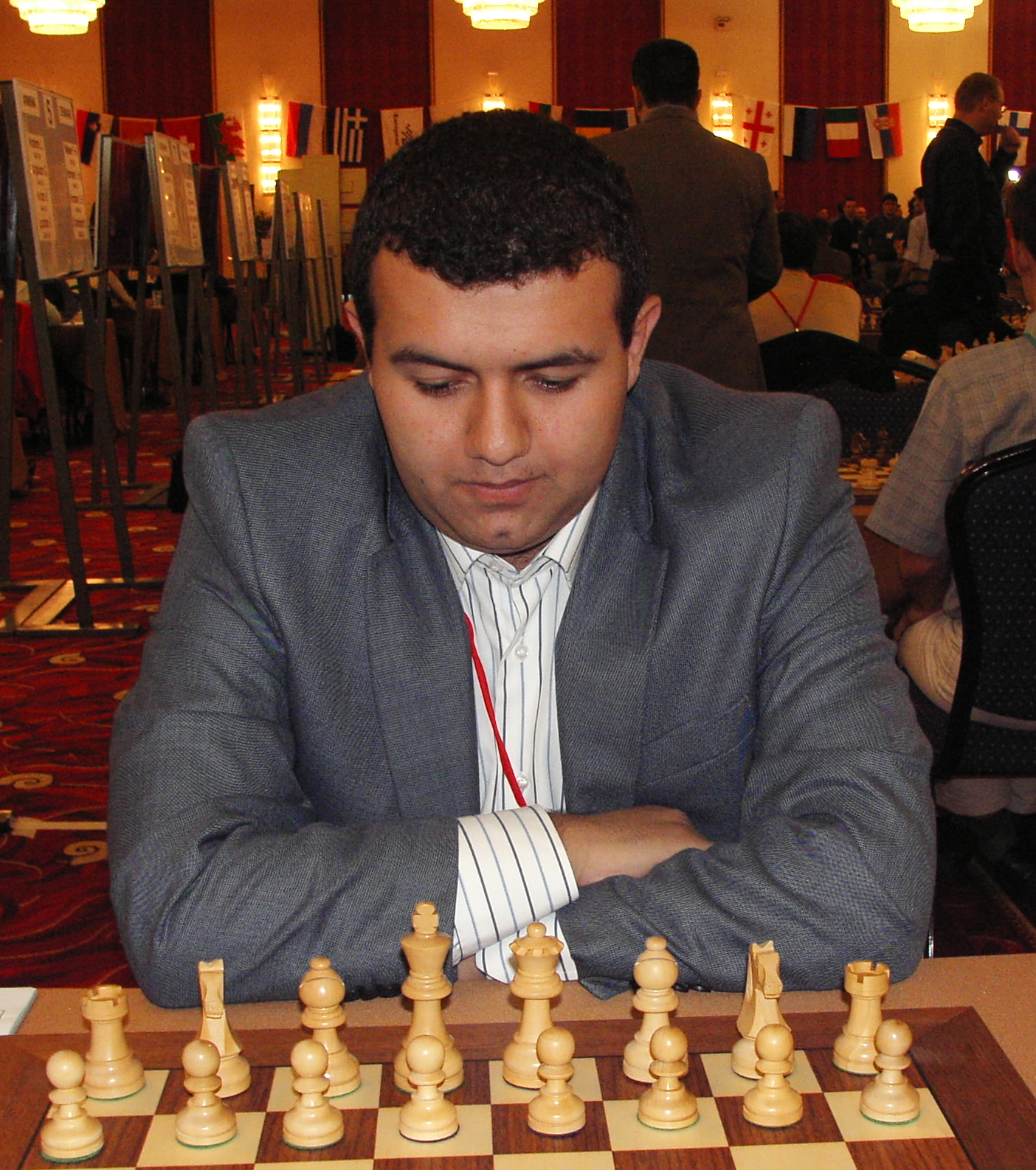
محمدوف در مسابقات شطرنج اروپا ۲۰۰۷